# Aghribs
Aghribs è un comune dell'Algeria, situato nella provincia di Tizi Ouzou.

## Economia
Qui si produce il formaggio Tamgout e l'industria lattiero-casearia domina ancora l'economia locale.